# 速霸陸汽車
SUBARU（日语：/ˈsuːbəruː/ 或 /sʊˈbɑːruː/; 日語發音：[ˈsɯbaɾɯ])，英語：）是日本速霸陸公司（原名為富士重工業）旗下的汽車品牌，臺灣正式翻譯名稱為速霸陸，香港正式譯名為富士汽車，但當地車迷常暱稱為掃把佬，中國大陸音譯成斯巴鲁。2014年在全球汽車製造廠中規模排名第22，其生產車款向來標榜水平對臥引擎、全時四輪傳動、車體安全性等特色。
斯巴鲁公司前身是大日本帝国在二戰期間主要的軍用飛機生產商中島飛機。

## 概要

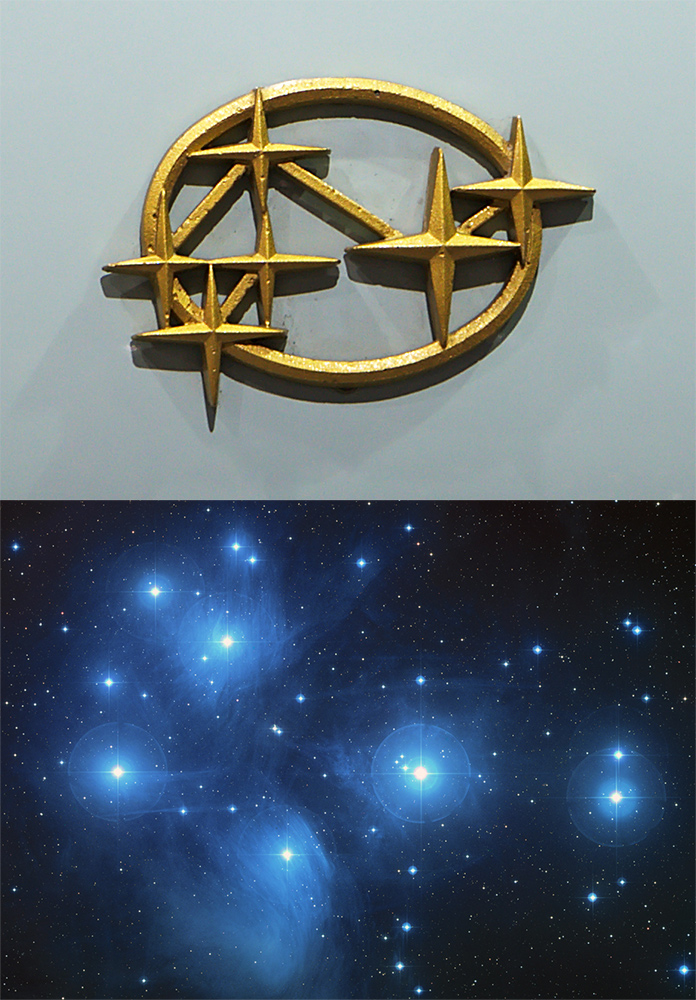
速霸陸360車上的六連星標誌

在日語中是「昴」字的訓讀，而該公司的企業識別標誌是昴宿星團的六連星。這個名稱和標誌源自於第二次世界大戰日本投降後，進入盟軍佔領時期，駐日盟軍總司令部（GHQ）下令中島飛機各地分工廠拆分解體，而富士重工業由東京富士產業（本社）、富士工業（太田吞龍工廠和武藏野三鷹工廠）、富士汽車工業（伊勢崎工廠）、大宮富士工業（大宮工廠）、宇都宮車輛（宇都宮工廠）等五家共同成立。首任社長北謙治將1954年開發試作的次緊湊型轎車「P-1」命名為，標誌裡由一顆大星帶領五顆小星，代表這五家公司合為一體（請見左圖）。

## 歷史
1917年（大正6年）12月21日中島知久平自海軍退役後，回到故鄉群馬縣新田郡尾島町（今群馬縣太田市）和親兄弟中島喜代一、中島乙未平等人設立「飛機研究所」（飛行機研究所），是為日本第二家民營飛機製造商。1919年易名為中島飛機製作所，後來在第二次世界大戰期間研發製造出許多戰鬥機、偵察機、轟炸機等，總共為日本海軍及陸軍生產了19,561架軍用飛機及36,400具航空發動機，產量遠超過另外兩家航空業公司三菱重工和川崎重工。日本戰敗投降後，1945年8月先易名为富士產業株式會社，12月駐日盟軍總司令部（GHQ）下令解散，共拆分成12家公司。1946年太田吞龍工廠和武藏野三鷹工廠參考美國鮑威爾公司（Powell Motor Company）開發出「兔子速克達」（ラビットスクーター），1949年開發出日本第一輛單體結構的巴士。兔子速克達受到市場的歡迎，甚至曾外銷美國，直到1968年才停產。
1950年6月25日爆發韓戰，為此GHQ對日本的佔領政策丕變。直至1952年4月28日《舊金山和約》生效後，富士工業（太田吞龍工廠和武藏野三鷹工廠）、富士汽車工業（伊勢崎工廠）等二家公司積極運作其他公司，1952年（昭和27年）12月加上東京富士產業（本社）、大宮富士工業（大宮工廠）等共四家公司初步同意合併。在此同時，1953年保安廳（今防衛省）編列預算擬採購教練機，獲得美國比奇飛機公司授權生產T-34教練機，國內各家飛機製造商莫不摩拳擦掌，也間接加速原中島飛機各分工廠的合併。1953年5月轉型成製造鐵路車輛的宇都宮車輛（宇都宮工廠）決定加入合併，於是同年7月15日五家合併成立以製造飛機為事業目標的富士重工業株式會社。當時資本額為8億3千50萬日圓，員工人數共5,643名。
然而該公司跨足車壇的開端並非一路順遂，1954年雖然開發出代號「P-1」的轎車，但上市計劃遭到主要往來銀行日本興業銀行（瑞穗銀行和瑞穗實業銀行之前身）和王子汽車的大股東石橋正二郎（普利司通輪胎創辦人）的反對，後來胎死腹中。主導汽車設計開發的百瀨晉六等人再接再厲，1958年推出輕型車速霸陸360。當時日本人民收入漸增，低廉的售價讓大家都買得起，推出後佳評如潮。1966年問世的速霸陸1000非但首度採用水平對臥四缸引擎動力，而且引發了1970年代日本車壇一窩蜂將小型車前置前驅化的風潮。
至於1970年上市的速霸陸ff-1 1300G則啟發了該公司對四輪驅動功能的追求。原本東北電力公司配電部尋求國產4WD汽車，但是這種需求量極少的案子沒有任何一家國產車廠願意承接。富士重工業的區域經銷商宮城速霸陸公司試著以速霸陸ff-1 1100系列流用日產汽車的後輪驅動元件及自家的後輪懸吊元件，歷經10餘個月開發出4WD試作車，獲得東北電力公司的讚賞。1971年遂以4WD旅行車參加第18屆東京車展，並陸續製造出8輛4WD車售予公家機關。等到後繼車種速霸陸Leone問世，更將水平對臥引擎搭配4WD佈局的造車理念發揚光大。
由於日本首相佐藤榮作下令整合國內汽車產業，1968年日產汽車取得富士重工業20%的股權。1970年代初期發表速霸陸Leone，並正式外銷至北美洲市場。縱使遭遇石油危機、廢氣排放標準等事件，但是當時日圓走跌反而使車款價格低廉，在該市場比其他日系對手賣得更好。70年代中期開始，逐漸將銷售網擴及到南美洲、大洋洲、中東地區、歐洲等市場，使得年度產能從10萬輛躍升至20萬輛。但是1985年9月22日廣場協議生效後日圓大幅升值，該公司在北美市場的銷售反顯疲弱。1987年該公司和五十鈴汽車在印第安那州拉斐特合資建造「速霸陸五十鈴汽車廠（今改稱速霸陸印第安納汽車廠〔Subaru of Indiana Automotive, Inc.〕）」，雙方以換牌生產的方式互相補足產品陣容，譬如第三代Leone五門旅行車換牌成五十鈴Geminett II、第一代Legacy四門轎車換牌成五十鈴Aska CX、五十鈴Trooper（日規名稱五十鈴Bighorn）則換牌成速霸陸Bighorn等。由於缺乏具有產品力的主力車款，加上以該公司的規模和其他競爭對手相較，無法有效降低製造成本，造成1989年的營業赤字竟高達3百億日圓。幸虧該公司力圖振作，導入開發主管制度以進行大規模的組織改革活動，推出的第一代Legacy不論在日本或北美洲市場皆取得銷售佳績；加上順逢「泡沫經濟」時期順利取得資金調度週轉，得以繼續經營，同年富士重工業將與荷蘭VDT公司（荷蘭語：Van Doorne's Transmissie B.V.）共同開發的ECVT電子式無段變速自排系統搭載於旗下速霸陸Justy，乃汽車史上第一個將無段式變速箱搭載在量產車上的車廠。
1999年法國雷諾汽車購入日產汽車36.8%的股份，同年將後者持有之富士重工業20%股權售予美國通用汽車。在通用汽車的主導下，富士重工業曾換牌生產紳寶9-2X（原型車為第二代速霸陸Impreza），屬於同一集團的歐寶汽車也換牌生產速霸陸Traviq（原型車乃歐寶Zafira）等車款。後來通用汽車出現財務危機，2005年10月5日公開宣布出清所持有富士重工業的20%股權；而豐田汽車則於同日宣布承接富士重工業8.7%的股權，並與其簽訂一項合作計劃，以使用富士重工業設於美國印第安納州拉法葉的閒置廠房來組裝旗下的豐田Camry車型。2007年9月於法蘭克福車展公開全球第一具水平對臥四缸柴油引擎「EE20型」，並於2008年起陸續搭載於歐規車款中。2008年4月豐田汽車增持富士重工業之股份至16.5%，並宣布將與後者進行進一步的技術合作，以其引擎供應及技術支持來彌補豐田汽車在跑車市場的缺失。於是，2011年東京車展中正式公開豐田86，兄弟車賽揚FR-S、速霸陸BRZ也接著陸續面世，三個車款皆在富士重工業的群馬工廠製造。在豐田汽車的改造下，富士重工業決定自2008年（平成20年）4月10日起停產輕型車，改由隸屬同集團的大發工業代工生產。為了強調該公司對汽車產業的重視，2017年4月1日起更名為速霸陸公司。2019年9月27日豐田汽車斥資800億日元（約合7.42億美元）增持速霸陸汽車，持股由16.5%增至20%。

### 賽車運動

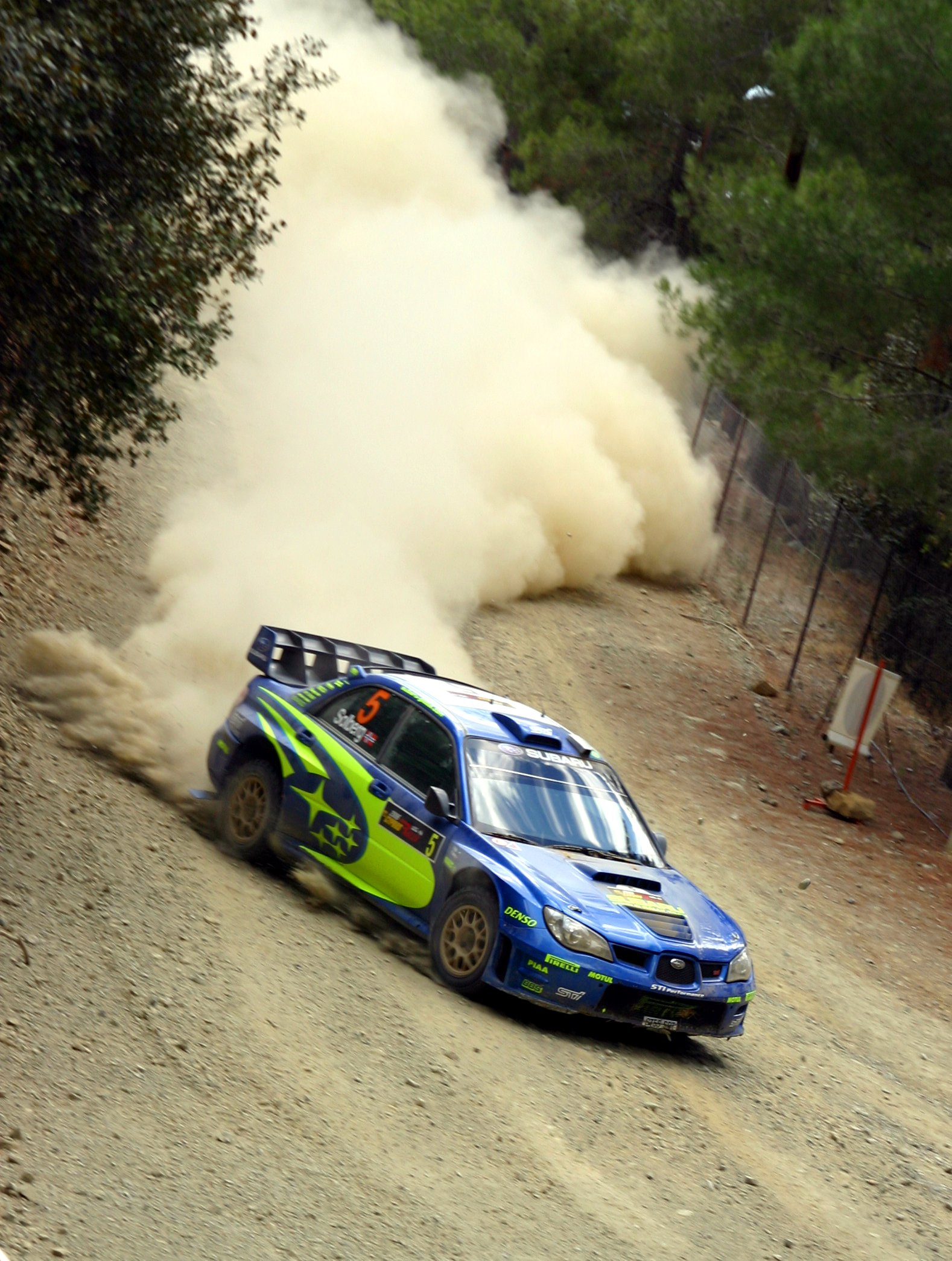
在塞浦路斯拉力賽中皮特·索伯格所駕駛的速霸陸Impreza WRC2006

由速霸陸技術國際（Subaru Tecnica International，縮寫成STI）賽車部門的創始人古關敬之所帶領的速霸陸拉力車隊，曾於1980年至1989年期間使用第三代速霸陸Leone征戰世界拉力錦標賽的部分賽事。此時期代表速霸陸拉力車隊參賽的車手包括：阿里·瓦塔寧（Ari Vatanen）、佩爾·艾克隆德（Per Eklund）、謝卡爾·邁塔（Shekhar Mehta）、麥克·科克蘭德（Mike Kirkland）、帕森·伯恩（Possum Bourne）和哈拉爾德·戴穆特（Harald Demut）。其中，麥克·科克蘭德在1986年肯亞拉力賽中獲得總排名第6的成績，並奪得A組冠軍；而帕森·伯恩則於1987年紐西蘭拉力賽中取得第3名的成績。自從1980年奥迪車隊成功將Quattro四輪驅動系統帶入拉力賽後，速霸陸是此時期中唯一將渦輪增壓及四輪驅動結合應用在賽事裡的廠商。
1989年速霸陸拉力車隊開始跟英國Prodrive合作，並更名為「速霸陸世界拉力車隊」，改用速霸陸Legacy RS參加世界拉力競標賽。1990年代前葉至2000年代前葉可說是速霸陸車隊最風光的時期：1993年是速霸陸世界拉力車隊在該比賽的第一個完整賽季，也由科林·麥克雷於紐西蘭站奪下分站冠軍，而理查德·伯恩斯則在英國站稱雄。1994年科林·麥克雷駕駛速霸陸Impreza WRX STI在紐西蘭、澳大利亞及英國站稱雄；1995年速霸陸555車隊首次獲得廠商車隊總冠軍，科林·麥克雷則拿下車手總冠軍。1996年該車隊蟬聯廠商車隊總冠軍，科林·麥克雷獲得車手亞軍。1997年速霸陸WRC車隊再次蟬聯廠商車隊總冠軍，科林·麥克雷、皮爾洛·里亞蒂及埃里克森等車手共聯手拿下8個分站賽的冠軍；1998年科林·麥克雷兩度稱雄分站賽；1999年理查德·伯恩斯三奪分站賽冠軍，並斬獲年度車手亞軍。當年度速霸陸WRC車隊敗給豐田車隊，屈居廠商車隊亞軍。2000年理查德·伯恩斯奪取年度車手亞軍，速霸陸WRC車隊則獲年度廠商車隊季軍。2001年理查德·伯恩斯拿到年度車手冠軍；2002年托米·馬基寧和皮特·索伯格分別在蒙地卡羅站和英國站稱霸，速霸陸WRC車隊獲得年度廠商車隊季軍。2003年皮特·索伯格首次奪得年度車手冠軍，速霸陸WRC車隊則為年度廠商車隊季軍；2004年皮特·索伯格奪得年度車手亞軍，速霸陸WRC車隊為年度廠商車隊季軍。2005年皮特·索伯格再次獲得年度車手亞軍；2006年速霸陸WRC車隊獲年度廠商車隊季軍；2007年速霸陸WRC車隊得到年度廠商車隊季軍。
1990年速霸陸曾短暫涉足過一級方程式賽車，開發水平對臥十二缸引擎投入賽事，但最後以戰績皆墨收場。原來愛快羅密歐的卡羅·基帝（Carlo Chiti）率領該公司麾下競速部門Autodelta設計出愛快羅密歐33TT12，所搭載的2,995c.c.水平對臥十二缸引擎可榨出500bhp / 11,000rpm的最大馬力。1973年這具引擎初次登場，兩年後愛快羅密歐車隊奪得1975年世界賽車冠軍。1985年卡羅·基帝創立現代引擎公司（Motori Moderni），並且跟富士重工業合作，1988年開發出3,497c.c.水平對臥十二缸DOHC 60汽門SUBARU-M.M.型引擎。1990年速霸陸和義大利柯隆尼車隊（Coloni）組成速霸陸·柯隆尼車隊投入F1賽事，可惜的是六戰皆墨，根本未能通過F1資格預審，因此同年富士重工業中止和柯隆尼車隊的合作關係。速霸陸在美國拉力錦標賽中也表現不俗，在2005年至2009年之間連續5年登頂廠商冠軍之寶座。從2006年開始，也為速霸陸公路賽車隊提供速霸路Legacy 2.5GT Spec-B及速霸陸Impreza WRX STI等車輛征戰全美公路職業聯賽。
由於受到全球金融海嘯的衝擊，2008年12月16日富士重工業表示將無限期退出世界拉力錦標賽，加上當年年初另一家車廠鈴木汽車也宣布不再參與，導致這項賽事沒有任何日本廠商車隊參賽，直至2017年賽季豐田GAZOO車隊參與此項賽事。

## 現行車款
- 速霸陸Pleo
- 速霸陸Pleo Plus
- 速霸陸Lucra
- 速霸陸Stella
- 速霸陸Sambar
- 速霸陸Trezia
- 速霸陸Impreza
- 速霸陸Legacy
- 速霸陸Outback
- 速霸陸BRZ
- 速霸陸Exiga
- 速霸陸Forester
- 速霸陸XV
- 速霸陸Levorg
- 速霸陸WRX

## 內部連結
- 速霸陸集團
- 大慶汽車
- 台灣意美汽車

## 外部連結
- （日語）日本官方網站1 （页面存档备份，存于）
- （日語）日本官方網站2 （页面存档备份，存于）
- （英文）全球官方網站 （页面存档备份，存于）
- 臺灣官方網站 （页面存档备份，存于）
- 中國大陸官方網站 （页面存档备份，存于）
- 香港官方網站 （页面存档备份，存于）